# غرانت ألين
تشارلز غرانت بليرفيندي ألين (بالإنجليزية: Grant Allen)‏ (24 فبراير 1848 - 25 أكتوبر 1899) كاتب وروائي كندي، تلقى تعليمه في إنجلترا. كان المروج العام للتطور في النصف الثاني من القرن التاسع عشر.

## السيرة الذاتية

### نشأته والتعليم
وُلد ألين بالقرب من كينغستون، كندا الغربية (المعروفة باسم أونتاريو بعد الاتحاد)، الابن الثاني لكاثرين آن غرانت والقديس جوزيف أنتيسيل ألين، وزير بروتستانتي من دبلن، أيرلندا. كانت والدته ابنة البارون دي لونغويل الخامس. تلقى ألين تعليمه في المنزل حتى بلغ 13 عامًا، وانتقل هو ووالديه إلى الولايات المتحدة، ثم إلى فرنسا، وأخيرًا إلى المملكة المتحدة. تلقى تعليمه في مدرسة الملك إدوارد في برمنغهام وفي كلية ميرتون في أكسفورد، وكلاهما في المملكة المتحدة.
بعد التخرج، درس ألين في فرنسا، ودرّس في كلية برايتون في 1870-1871، وأصبح في منتصف العشرينات من عمره أستاذًا في كلية كوينز، وهي كلية سوداء في جامايكا. على الرغم من كونه ابنًا لوزير، أصبح ألين ملحدًا واشتراكيًا.

### حياته الشخصية
تزوج ألين مرتين وكان له ابن وحيد، جيرارد غرانت ألين (1878-1946)، هو وكيل / مدير مسرحي تزوج عام 1913 من الممثلة والمغنية فيوليت إنغلفيلد. كان لديهم ابن، ريجينالد «ريجي» غرانت ألين (1910-1985).
كان ابن أخ غرانت ألين، غرانت ريتشاردز، كاتبًا وناشرًا أسس دار النشر غرانت ريتشاردز. شجع ألين اهتمام ابن أخيه بالكتب والنشر وساعده في الحصول على أول منصب له في تجارة الكتب. بعد ذلك نشر ريتشاردز عددًا من الكتب التي كتبها عمه، بما في ذلك كتاب تطور فكرة الله وتلك الموجودة في سلسلة كتب المرشدين التاريخيين لغرانت ألين.
في عام 1893 غادر ألين لندن إلى التلال المحيطة بديفيل بانتس بول، متحمسًا لمزايا تغيير المشهد: «هنا على التلال الحرة، تهب نسمات الهواء العنيفة علينا، واضحة وخالية من الشوائب من آلاف التجمعات في المحيط المفتوح، هناك في البلدة الراكدة، حيث تركد وتهيج».

### وفاته ونشر كتابه بعد الوفاة
توفي غرانت ألين بسرطان الكبد في منزله في هندهيد، هاسيلمير، سري، إنجلترا، في 25 أكتوبر عام 1899. توفي قبل إنهاء هيلدا واد. ظهرت الحلقة الأخيرة من الرواية، التي أملاها إلى صديقه وطبيبه وجاره السيد  آرثر كونان دويل من سريره، تحت العنوان المناسب، «حادثة الرجل الميت الذي تحدث» في مجلة ستراند عام 1900.

## الإرث
تذكر العديد من قصص الخيال البوليسي ألين باعتباره مبتكرًا. الشهير كلونيل كلاي هو رائد لشخصيات المحتال المحترم الأخرى؛ ومن الجدير بالذكر أنه يحمل تشابهًا قويًا مع شخصية أرسين لوبين (اللص الظريف) التي ابتكرها موريس لوبلان، الذي قُدم بعد بضع سنوات، كما أن كلًا من مغامرات الآنسة كايلي وهيلدا واد تتميز بمخبرين في سن مبكرة من النساء.
يُقام مهرجان مسرح الجريمة، وهو مهرجان سنوي يحتفل بالخيال الكندي الغامض، سنويًا في جزيرة وولف، أونتاريو، بالقرب من كينغستون، مسقط رأس ألين، حيث يُكرم ألين.

## وصلات خارجية
- غرانت ألين على موقع IMDb (الإنجليزية)
- غرانت ألين على موقع ميوزك برينز (الإنجليزية)
- غرانت ألين على موقع قاعدة بيانات برودواي على الإنترنت (الإنجليزية)
- غرانت ألين على موقع ديسكوغز (الإنجليزية)
- غرانت ألين على موقع كينوبويسك (الروسية)